# Servair
 (juin 2013).
Si vous disposez d'ouvrages ou d'articles de référence ou si vous connaissez des sites web de qualité traitant du thème abordé ici, merci de compléter l'article en donnant les références utiles à sa vérifiabilité et en les liant à la section « Notes et références ».

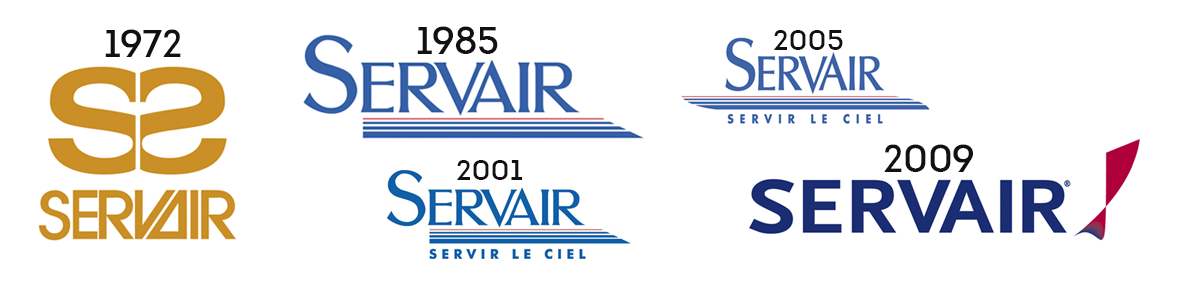
Historique des logos depuis 1972.

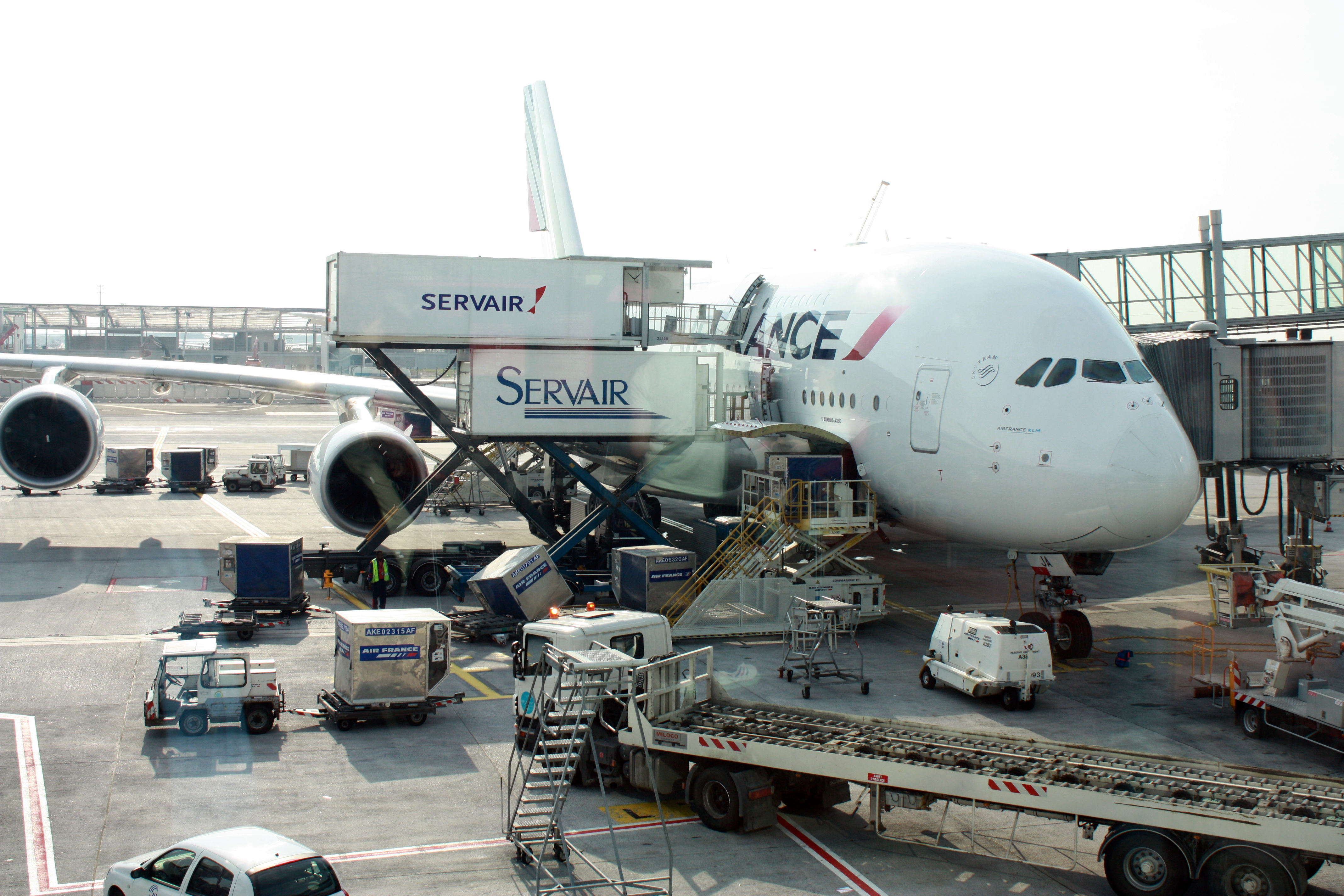
Catering Servair A380 CDG

Servair (ou Compagnie d'Exploitation des Services Auxiliaires Aériens) est une filiale du groupe Air France-KLM spécialisée dans la restauration aérienne (catering).
Air France-KLM détient 50,01% et Gategroup 49,99%, tandis que le Groupe Royal Air Maroc détient (100%) d’Atlas Servair.
Créée en 1971, Servair est, en 2015, le leader français et le 3e acteur mondial de la restauration et des métiers de la logistique du transport aérien derrière LSG Sky Chefs et Gate Gourmet. La société est présente sur près de 40 aéroports dans 22 pays.

## Historique
(mars 2016).
- 1971 : Servair est officiellement créé par Air France.
- 1986 : l’entreprise assure la restauration des voyages présidentiels.
- 1988 : Servair s’implante aux États-Unis, à Chicago et Seattle, en partenariat avec Flying Food Group. Par la suite, les centres de Miami et San Francisco seront ouverts.
- 1990 : création d’ACNA, filiale chargée du nettoyage des avions. 20 millions de repas sont préparés et servis par Servair dans l’année.
- 1991 : ouverture au Bourget de Jet Chef, unité spécialisée dans l’aviation d’affaires et le service Traiteur.
- 1995 : Servair s’implante en Chine à Macao avec l’unité « Macau Catering Services ».
- 1997 : Servair compte 130 compagnies (régionales, nationales ou internationales) clientes.
- 1998 : création de l’Association « Les Toques du Ciel ».
- 1999 : création à Paris de Bruneau Pégorier Catering (BPC) et d’une unité spécialisée dans les vols charters, Culin’Air Paris (CAP), avec Star Airlines. SKYLOGISTIC (filiale basée à Lyon) commence son activité. Implantation au Togo, via Lomé Catering.
- 2001 : ouverture de Special Meals Catering, première unité de production kasher à Paris.
- 2002 : Servair structure son offre de ventes de vins et spiritueux offrant un service adapté à chacun de ses clients. Servair poursuit son développement en Afrique avec l’ouverture de Mali Catering à Bamako, après Dakar, Lomé Libreville et Djibouti. Cette année marque également la certification ISO 9001 version 2000 de Macau Catering Services, CPA, Passerelle et Servair 2.
- 2003 : Logair (renommée Dutyfly Sulutions en 2011), société spécialisée dans la gestion des ventes à bord, naît du partenariat Servair - AIR (Aéroboutique Inflight Retail). Dakar Catering est à son tour certifié ISO 9001 alors que débutent les activités d’Aeroform, un institut de formation aux métiers du catering et du nettoyage.
- 2004 : Servair renforce sa présence en Italie et détient, avec son partenaire britannique ALPHA, 100 % du caterer italien Servair Air Chef.
- 2006 : ouverture d’un centre de production à Ouagadougou au Burkina Faso.
- 2007 : ouverture de Douala au Cameroun et signature d’une assistance technique à Djeddah, en Arabie Saoudite.
- 2008 : démarrage de la nouvelle unité de catering Newrest Servair sur l’aéroport de Londres-City, au Royaume-Uni - Prise de participation dans Nanland Catering, à Canton en Chine - Acquisition d’Abidjan Catering à Abidjan, en Côte d’Ivoire - Ouverture de SkyFlavour à Roissy pour la cuisine chinoise. La seule cuisine spécialisée dans la cuisine chinoise en Europe.
- 2009 : signature d'un contrat d'ingénierie et de management à Lagos au Nigeria - Servair et Flying Food Group ouvre une unité de production à l'aéroport JFK à New York. Ce centre, baptisé Flying Food Servair, renforce significativement la présence de Servair aux États-Unis.
- 2010 : Servair s'implante au Kenya (Nairobi et Mombasa) et au Congo (Brazzaville et Pointe Noire).
- 2011 : ouverture d'une boutique de Duty-free et d'un snack à l'aéroport international de Conakry en Guinée. Création d'une nouvelle unité de catering aérien modulaire à Accra au Ghana. Servair est le premier caterer en Afrique avec 17 unités sur le continent.
- 2012 : Servair inaugure Servair Bénin, à Cotonou, Servair Congo à Brazzaville et agrandit SkyChef Servair aux Seychelles.Création de la marque Sheltair pour la gestion de salons des compagnies et de l’offre Bars & Snacks aéroportuaires.
- 2013 : naissance de « Paris Air Catering », issue de la fusion de quatre filiales parisiennes de Servair, dans le but de renforcer leur efficacité opérationnelle, et de mieux répondre aux attentes des compagnies clientes. Servair cède sa participation de 50 % au capital de Servair Air Chef en Italie. Signature d’un partenariat avec Royal Air Maroc et prise de participation de 40 % du capital de ACAS, renommé Atlas Servair (trois centres au Maroc).
- 2016 : Air France souhaite céder 50 % des parts, trois entreprises sont sur les rangs : Newrest, Do & CO et gategroup (Anciennement : Gate Gourmet)[3],[4] - Air France finalise la cession de 49,99 % de Servair à Gategroup[5].

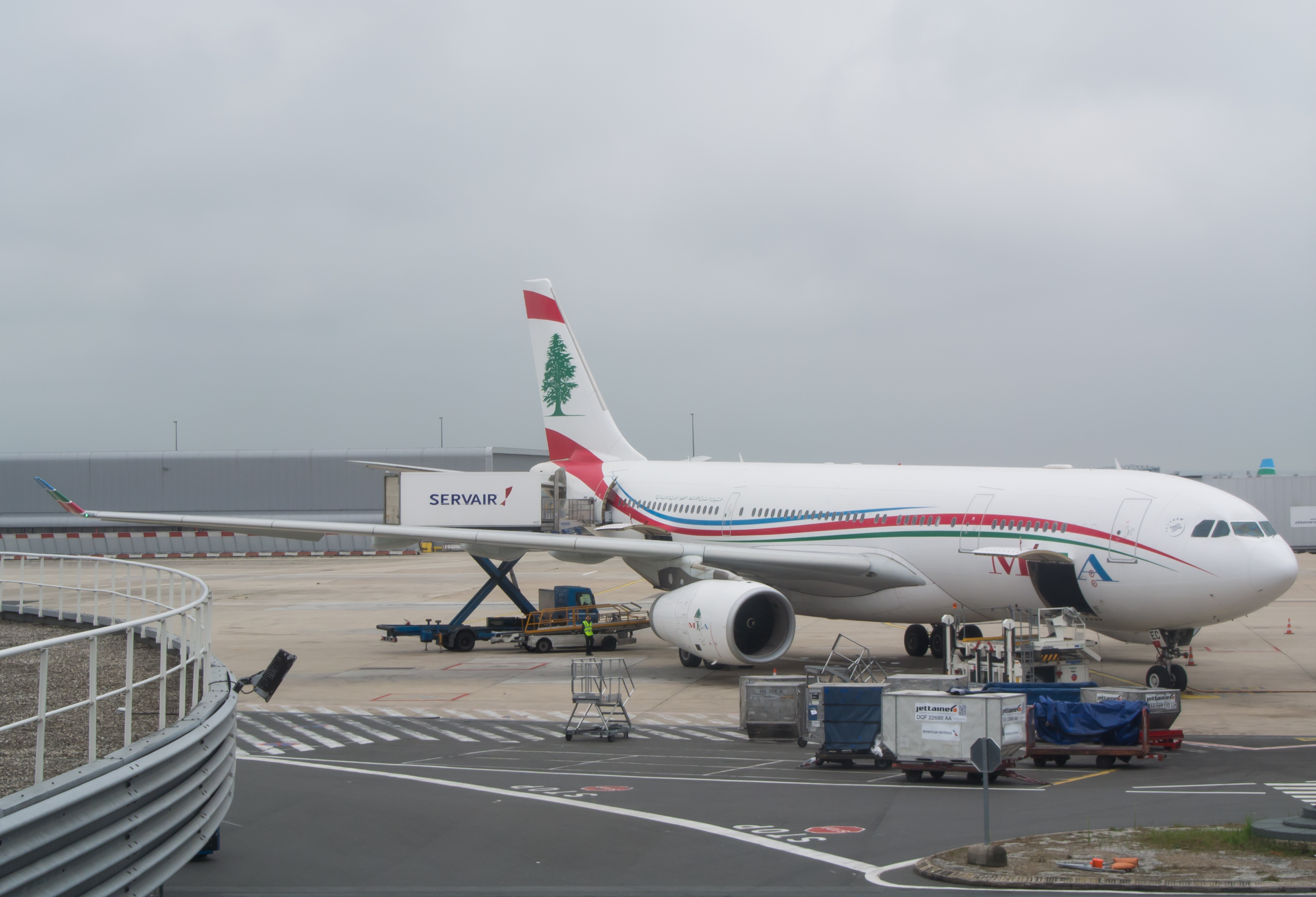
Servair assurant le catering d'un A330 de la Middle East Airlines

## Présence de Servair dans le monde
Liste des aéroports où Servair est présent
| Continent | Pays                | Ville        | Aéroport                       |
| --------- | ------------------- | ------------ | ------------------------------ |
| Afrique   | Bénin               | Cotonou      | Cotonou-Cadjehoun              |
| Afrique   | Burkina Faso        | Ouagadougou  | Ouagadougou                    |
| Afrique   | Cameroun            | Douala       | Douala                         |
| Afrique   | Côte d'Ivoire       | Abidjan      | Abidjan Félix-Houphouët-Boigny |
| Afrique   | France              | Saint-Denis  | Saint-Denis-Roland Garros      |
| Afrique   | Gabon               | Libreville   | Libreville-Léon Mba            |
| Afrique   | Ghana               | Accra        | Kotoka                         |
| Afrique   | Guinée              | Conakry      | Conakry-Gbessia                |
| Afrique   | Kenya               | Nairobi      | Jomo-Kenyatta                  |
| Afrique   | Kenya               | Mombasa      | Moi                            |
| Afrique   | Mali                | Bamako       | Sir-Seewoosagur-Ramgoolam      |
| Afrique   | Maroc               | Agadir       | Aéroport d'Agadir              |
| Afrique   | Maroc               | Casablanca   | Casablanca-Mohammed V          |
| Afrique   | Maroc               | Marrakech    | Aéroport de Marrakech          |
| Afrique   | Mauritanie          | Nouakchott   | Nouakchott                     |
| Afrique   | Nigeria             | Lagos        | Lagos-Murtala Muhammed         |
| Afrique   | République du Congo | Brazzaville  | Brazzaville Maya-Maya          |
| Afrique   | République du Congo | Pointe-Noire | Pointe-Noire Agoshinto-Neto    |

| Continent        | Pays        | Ville                       | Aéroport                                       |
| ---------------- | ----------- | --------------------------- | ---------------------------------------------- |
| Afrique          | Sénégal     | Dakar                       | Dakar-Léopold Sédar Senghor                    |
| Afrique          | Togo        | Lomé                        | Lomé-Tokoin                                    |
| Amérique du Nord | États-Unis  | Chicago                     | Chicago-O'Hare                                 |
| Amérique du Nord | États-Unis  | Miami                       | Miami                                          |
| Amérique du Nord | États-Unis  | New York                    | JFK                                            |
| Amérique du Nord | États-Unis  | San Francisco               | San Francisco                                  |
| Amérique du Nord | États-Unis  | Seattle                     | Seattle                                        |
| Amérique du Sud  | France      | Cayenne                     | Cayenne-Félix Éboué                            |
| Amérique du Sud  | France      | Pointe-à-Pitre (Guadeloupe) | Aéroport Guadeloupe - Pôle Caraïbes            |
| Amérique du Sud  | France      | Fort-de-France (Martinique) | Aéroport international Martinique Aimé Césaire |
| Asie             | Chine       | Canton                      | Canton-Baiyun                                  |
| Asie             | Macao       | Macao                       | Macao                                          |
| Europe           | Espagne     | Barcelone                   | Barcelone-El Prat                              |
| Europe           | Espagne     | Madrid                      | Barajas                                        |
| Europe           | France      | Lyon                        | Lyon Saint-Exupéry                             |
| Europe           | France      | Paris                       | Paris CDG                                      |
| Europe           | France      | Paris                       | Paris Orly                                     |
| Europe           | Italie      | Rome                        | Rome Fiumicino                                 |
| Europe           | Royaume-Uni | Londres                     | Londres Heathrow                               |